# Disney Media Networks Latin America
Disney Media Networks Latin America es la estructura de negocios que se ocupa de las operaciones, marketing, las ventas afiliadas y publicitarias de todos los canales de televisión operados y distribuidos por The Walt Disney Company en Latinoamérica y el Caribe. Además, es responsable de la programación y producción de los canales infantiles, de cultura, de entretenimiento general y deportes de Disney en la región.
Es una división de The Walt Disney Company Latin America, por la cual a su vez es una de las divisiones internacionales de la marca The Walt Disney Company. Todas las señales de la empresa se emiten desde Buenos Aires, Argentina.
En definitiva es la versión de The Walt Disney Company para Hispanoamérica y el mundo de habla en Español de Estados Unidos.

## Historia
El 1 de noviembre de 2005, las subsidiarias ESPN Media Networks Latin America y Walt Disney Television International Latin America son fusionadas dentro de una nueva organización conjunta de ventas para sus canales de televisión. La nueva entidad, llamada Disney & ESPN Media Networks Latin America, pasaría a ser responsable de las ventas de sus canales de televisión ESPN, ESPN2, ESPN+, ESPN Brasil, Disney Channel y Jetix (Disney XD a partir del 3 de julio de 2009). Hasta ese momento, las ventas afiliadas para Disney Channel y Jetix eran manejadas por HBO Latin America Group. Desde su lanzamiento hasta 2007, las operaciones de Jetix tanto en Hispanoamérica como en Brasil eran gestionadas de forma separada en la región mediante la división Jetix Latin America (anteriormente Fox Kids Latin America LLC). En ese año, esta se fusiona con Disney Media Networks.
Las señales Disney Channel, Disney Jr., Star Channel, FX, Cinecanal y National Geographic son manejadas desde las centrales de Buenos Aires, Santiago de Chile, Bogotá, Miami y Ciudad de México. Por su parte, ESPN cuenta con estudios propios en un moderno complejo de producción denominado ESPN MediaCenter ubicado en San Isidro, en la zona norte de la Provincia de Buenos Aires. 
Cabe destacar que no existe ninguna señal individual para Perú, Ecuador, Bolivia, Uruguay o Paraguay o los países centroamericanos. Solo México, Colombia, Argentina y Chile tienen canales exclusivos con horarios nacionales y publicidad local. Generalmente esos países no tienen señal propia debido a la poca cantidad de abonados para el gasto que significa iniciar una nueva señal (gasto de marketing, panel de control y espacio en el satélite) además de generar otros factores como monopolio de cableoperadores, gran cantidad de personas con servicio ilegal, entre otras. En el caso de Colombia, Disney Media Networks Latin America hacía referencia como señal Centro, Panregional o LATAM, que sirve como canal guía o referencia horaria para las demás señales.

### Acuerdo con LAPTV
En agosto de 2009 Fox International Channels Latin America firma una alianza estratégica y de distribución con la red de canales premium LAPTV. Esto permite tener equipos de ventas afiliadas de FOX en toda la región para brindarle a los sistemas de cable, satélite, MMDS e IPTV un servicio integrado con el objeto de incrementar la penetración y percepción de valor de la TV de paga, tanto en Premium como en básico así como continuar los esfuerzos para reducir la piratería.
El acuerdo le agrega a LAPTV una presencia local en Chile y Centroamérica y aumenta el abanico de posibilidades comerciales. Se prevé, por ejemplo, que el grupo de canales premium liderado por Movie City tenga una mayor presencia promocional en los canales básicos de Fox.
El primer gran fruto es la serie Kdabra, coproducida por Fox Telecolombia y LAPTV. Dicha serie es la primera realizada 100% en español en reunir elementos del mundo real y sobrenatural. Se espera la elaboración de más producciones originales en otras locaciones de América Latina.
En 2013, LAPTV se fusionó con Fox International Channels Latin America y dejó de existir como tal.

### Posfusión
El 19 de marzo de 2019, tras la adquisición de 21st Century Fox, Fox Networks Group y Disney & ESPN Media Networks Latin America se fusionaron para crear Disney Media Networks Latin America.
El 22 de febrero de 2021, Fox Premium cambió de nombre a Star Premium y estrenó nuevas gráficas para cada uno de los canales del paquete. No obstante, cerraron sus emisiones un año después, el 1 de febrero de 2022. También Fox Channel y Fox Life fueron renombrados como Star Channel y Star Life respectivamente.
El 10 de enero de 2022, Disney anunció que 5 canales de Latinoamérica cerrarán transmisiones: FXM, National Geographic Wild, Nat Geo Kids, Star Life y por último Disney XD para el 31 de marzo del mismo año, debido a la política de reestructuración de la compañía.
El 10 de noviembre de 2023, se informó extraoficialmente que los canales de Fox Sports 2 y Fox Sports 3 serán renombrados a ESPN 7 y ESPN 6 respectivamente, a partir del 15 de febrero de 2024. Lo mismo ocurrió con ESPN Extra que fue renombrado a ESPN 4, mientras que ESPN 4 fue renombrado a ESPN 5 para el mismo dia.
El 2 de diciembre de 2024, Disney anunció que cerrará en Brasil todos sus canales (a excepción de los canales de ESPN), esto incluye: Disney Channel, BabyTV, Star Channel, Cinecanal, FX y National Geographic con fecha programada para el cese de estos mismos el día 28 de febrero de 2025; aparte de esto, Disney confirmó que esta decisión es solamente exclusiva de Brasil.

## Canales

### Canales actuales
A continuación, se presentan todos los canales de Disney Media Networks Latin America disponibles en el territorio de América Latina y el Caribe:
| Nombre              | Programación          |
| ------------------- | --------------------- |
| Disney Channel      | Infantil y juvenil    |
| Disney Jr.          | Infantil y preescolar |
| Star Channel        | Cine y Series         |
| FX                  | Cine y Series         |
| Cinecanal           | Cine                  |
| National Geographic | Factual               |
| BabyTV              | Infantil              |
| ESPN                | Deportes              |
| ESPN 2              | Deportes              |
| ESPN 3              | Deportes              |
| ESPN 4              | Deportes              |
| ESPN 5              | Deportes              |
| ESPN 6              | Deportes              |
| ESPN 7              | Deportes              |
| ESPN Premium        | Deportes              |

### Canales desaparecidos o cambiados de nombre
| Nombre                          | Notas |
| ------------------------------- | --- |
| Fox Kids                        | Cambió de nombre a Jetix el 1 de agosto de 2004. Mucha de su programación y estilo original fueron conservadas tras el cambio pero fueron retiradas progresivamente.                                                                           |
| Jetix                           | Fue reemplazado el 3 de julio de 2009 por Disney XD. |
| Nat Geo Music                   | El canal cerró en 2010 por la falta de audiencia y fue reemplazado por la señal Nat Geo Wild. |
| Playhouse Disney                | El canal cerró el 1 de abril de 2011 y fue reemplazado por la señal Disney Junior. |
| Fox Sports+                     | El canal cerró el 5 de noviembre de 2012 junto con Speed Channel y fue reemplazado por Fox Sports 2. |
| Speed Channel                   | El canal cerró el 5 de noviembre de 2012 junto con Fox Sports+ y fue reemplazado por Fox Sports 3. |
| Utilísima                       | El canal cerró el 4 de noviembre de 2013, fue reemplazado por Fox Life y también la señal de MundoFox. |
| Nat Geo/Fox HD                  | El canal cerró el 2 de junio de 2014 y fue reemplazado por Fox HD. |
| MundoFox                        | El canal cerró sus transmisiones el 1 de julio de 2017 y dio paso a Nat Geo Kids. |
| Film Zone                       | El canal cerró sus transmisiones el 18 de septiembre de 2017 y fue reemplazado por FXM. |
| Moviecity                       | Señal premium de 6 canales que consistía en transmitir películas taquilleras y de estreno. Fue rebautizado como Fox+ el 3 de noviembre de 2014.                                                                                                |
| Fox Channel                     | El canal fue renombrado como Star Channel el 22 de febrero de 2021. |
| Fox Life                        | El canal fue renombrado como Star Life el 22 de febrero de 2021. |
| Fox/Star Premium                | Señal premium de 7 canales que consistía en transmitir series, eventos deportivos, películas taquilleras y de estreno. Fue renombrado como Star Premium el 22 de febrero de 2021 y el paquete cerró sus transmisiones el 1 de febrero de 2022. |
| Fox Sports                      | El canal cerró sus transmisiones el 1 de diciembre de 2021 y fue reemplazado por ESPN 4. |
| ESPN Extra (DirecTV)            | El canal cerró sus transmisiones el 9 de diciembre de 2021. |
| ESPN Brasil y Fox Sports Brasil | Los canales cerraron sus transmisiones el 17 de enero de 2022 y fueron reemplazados por ESPN e ESPN 4. |
| Disney XD                       | El canal cerró sus transmisiones el 1 de abril de 2022. |
| Star Life                       | El canal cerró sus transmisiones el 1 de abril de 2022. En Brasil fue reemplazado por Cinecanal. |
| FXM                             | El canal cerró sus transmisiones el 1 de abril de 2022. |
| National Geographic Wild        | El canal cerró sus transmisiones el 1 de abril de 2022. |
| Nat Geo Kids                    | El canal cerró sus transmisiones el 1 de abril de 2022. |
| Disney Junior Brasil            | El canal cerró sus transmisiones el 1 de abril de 2022. |
| Fox Sports Premium              | El canal fue renombrado como ESPN Premium el 1 de mayo de 2022. |
| ESPN Extra                      | El canal fue renombrado como ESPN 4 el 15 de febrero de 2024. |
| ESPN 4 (señal original)         | El canal fue renombrado como ESPN 5 el 15 de febrero de 2024. |
| Fox Sports 1                    | El canal fue renombrado como ESPN Premium en Chile el 15 de febrero del 2024. |
| Fox Sports 2                    | El canal fue renombrado como ESPN 7 el 15 de febrero del 2024. |
| Fox Sports 3                    | El canal fue renombrado como ESPN 6 el 15 de febrero del 2024. |
| ESPN Extra (Ecuador)            | El canal cerró sus transmisiones en Ecuador el 13 de junio de 2024. |
| Disney Channel Brasil           | El canal cerró sus transmisiones el 1 de marzo de 2025. |
| Star Channel Brasil             | El canal cerró sus transmisiones el 1 de marzo de 2025. |
| FX Brasil                       | El canal cerró sus transmisiones el 1 de marzo de 2025. |
| Cinecanal Brasil                | El canal cerró sus transmisiones el 1 de marzo de 2025. |
| National Geographic Brasil      | El canal cerró sus transmisiones el 1 de marzo de 2025. |
| BabyTV Brasil                   | El canal cerró sus transmisiones el 1 de marzo de 2025. |

## Star Premium
A continuación se describen los canales que conformaron al bloque de cine premium que alguna vez tuvo Disney Media Networks Latin America hasta su cierre el día 1 de febrero de 2022, el cual era conocido anteriormente como Moviecity Pack, Fox+ y Fox Premium.
| Nombre        | Tipo | Nombres anteriores                                                                     |
| ------------- | --- | -------------------------------------------------------------------------------------- |
| Star Hits     | Cine de estreno | Cinecanal 2, Citymix, Moviecity Hollywood, Fox Movies y Fox Premium Movies             |
| Star Series   | Series de estreno | Moviecity, Moviecity Premieres, Fox 1 y Fox Premium Series                             |
| Star Action   | Cine de acción, ciencia ficción, terror, aventura y suspenso, eventos deportivos en vivo                                | Cityvibe, Moviecity Action, Fox Action y Fox Premium Action                            |
| Star Comedy   | Cine de comedia | Fox Comedy y Fox Premium Comedy                                                        |
| Star Fun      | Cine y series para todo público                                                                                         | Cityfamily, Moviecity Family, Fox Family y Fox Premium Family                          |
| Star Cinema   | Cine independiente y producciones hechas en América Latina, Brasil, España, Francia, Estados Unidos, Italia y Portugal. | Citymundo, Moviecity Mundo, Fox Cinema y Fox Premium Cinema                            |
| Star Classics | Cine clásico | Cinecanal Classics, Citystars, Moviecity Classics, Fox Classics y Fox Premium Classics |
| Star Hits 1   | Cine y series de estreno                                                                                                | Fox 1 y Fox Premium 1                                                                  |
| Star Hits 2   | Cine y series de acción                                                                                                 | Fox Action y Fox Premium 2                                                             |

## Streaming

### Actual
- Disney+

### Anteriores
- ESPN Play: Cierre de operaciones a favor de proporcionar que sus contenidos serán migrados a Star+.
- ESPN App: Sin motivo alguno qué llevó a su descontinuación.
- Star+ (Discontinuado el 24 de julio de 2024 a favor de Disney+)